# Socabón
Socabón es el álbum del cantautor y poeta peruano Nicomedes Santa Cruz, lanzado en 1974 por Virrey Records, contiene clásicos criollos como Al Son de la Tambora (canción) y Un Negrito que quiso Piña, siendo el álbum más popular de Nicomedes en toda su carrera musical.

## Legado
Considerado como un clásico de la música afroperuana y criolla, y uno de los que muestran la cultura afroperuana.

## Lista de Canciones
Cara A
1. Instrumentos Musicales - 5:30
2. Zapateo Y Aguenieve (Pasadas) - 3:15
3. Canto Y Bailes - 4:07
4. Socabon Y Aguenieve (Melopea) - 2:30
5. Lando, Marinera Y Resbalosa - 1:50

Cara B
1. Mama Luchita - 2:00
2. Pasadas De Zapateo - 2:49
3. Un Negrito Que Quiso Piña - 1:45
4. Al Son De La Tambora - 2:35
5. Son De Los Diablos - 1:57
6. A La Molina - 4:04

Cara C
1. Vallejo Y Mariategui - 2:37
2. Cantares Campesinos - 3:10
3. A La Muerte No Le Temas - 3:45
4. A Don Porfirio Vasquez - 2:37
5. El Jilguero Que Bien Canta - 2:48
6. El Canto Del Pueblo - 5:48

Cara D
1. Marineras En Mayor - 8:57
2. Marineras En Menor (Parte 2) - 7:18
3. Marinera En Mayor - 3:42

## Músicos
- Nicomedes Santa Cruz = Voz y Producción.
- Datos: Q115798731